# Vitaly Potapenko
Vitaly Mikolaïovitch Potapenko (ukrainien : Віталій Миколайович Потапенко), né le 21 mars 1975 à Kiev en Ukraine, est un joueur puis entraîneur ukrainien de basket-ball.

## Biographie
Vitaly Potapenko commence sa carrière au Boudivelnik Kiev. En 1994, il rejoint Wright State University et l'équipe des Raiders. Il est sélectionné par les Cavaliers de Cleveland au 12e rang de la draft 1996.
Surnommé « The Ukraine Train », il dispute onze saisons en NBA de 1996 à 2007, avec les Cavaliers, les Celtics de Boston, les SuperSonics de Seattle et les Kings de Sacramento avant de jouer une dernière saison à MMT Estudiantes en Liga ACB. Il met un terme à sa carrière de joueur en 2008. Il est devenu entraîneur adjoint aux Pacers de l'Indiana en 2010.